# Agrilus jemjemensis
Agrilus jemjemensis é uma espécie de inseto do género Agrilus, família Buprestidae, ordem Coleoptera.
Foi descrita cientificamente por Théry, 1937.